# Sekai no Owari
A Sekai no Owari (SEKAI NO OWARI – 世界の終わり) japán rockzenekar 2007-ben Tokióban alakult. Az együttes 4 tagja: Fukasze Szatosi, Fudzsiszaki Szaori, "Nakadzsin" Nakadzsima Sinicsi és DJ Love.

## Története

### 2007–2009
Indie zenekarként indultak, első élő koncertjüket a Club Earth nevű szórakozóhelyen tartották 15 fős közönség előtt. Az együttes maga adta ki első demo lemezüket, Sekai no Owari címen, 1000 példányban. Szatosi, az énekes, nevezte el a zenekart Sekai no Owari-nak, mondván: "Ha egyszer megtapasztalod a legalját (az élet negatív oldalát) meg kell találnod az utat felfelé (a pozitív oldalra). Ezért neveztem el a zenekart a világ végének, hogy megteremtsem az erőt (amire szükségem volt) a zenén keresztül."

### 2010
A Sekai no Owari 2010-től egyre népszerűbb lett Japánban, indie rock zenekarként. Debütáló kislemezük "Maboroshi no Inochi", februárban jelent meg. "Earth" című kislemezük áprilisban, amit novemberben követett a második: "Tenshi to Akuma / Fantasy".

### 2011
A Sekai no Owari Japánban egyik legjelentősebb lemezkiadójával szerződött (Toy's Factory), és augusztusban megjelent Inori című kislemezük. Három hónappal a debütálás után, telt házas szóló koncertet adtak a Pap László Budapest Sport Arénában, avagy japánul a Nippon Budokan-ban. Még augusztusban bejelentették, hogy országos turnét tartanak ’Sekai no Owari Tour 2011’ néven. Novemberben megjelent következő "Starlight Parade" című kislemezük, amelynek egyik száma, az NHK nemzeti rádióhálózat kampány dala lett.

### 2012
A zenekar első rádió programja 'Sekaowalocks!' néven, áprilisban indult el a Tokyo FM csatornán. Novemberben 'Entertainment' című albumukat, a legjobb album kategóriában díjazták a Japan Record Award-on.

### 2013
Az együttes, turnéjának első koncertjére, január 27-én került sor. Első külföldi koncertjükön, a zenekar nevét megváltoztatva, annak angol megfelelőjével léptek színpadra Franciaországban. Részt vettek számos zenei fesztiválon, mint a Kawaii!! Matsuri, Tokyo Metropolitan Rock Festival 2013, Join Alive 2013, és az Ongaku to Higetachi 2013-Carnival.

### 2014
2014 októberében a zenekar kollaborációt készített az Owl City-vel, elkészítve a 'Tokyo' című dalt.

## Tagok
| Név                            | Születési dátum     | Pozíció                         |
| ------------------------------ | ------------------- | ------------------------------- |
| Fukasze Szatosi                | 1985. október 13.   | vezető vokalista, gitár, vezető |
| Fudzsiszaki Szaori             | 1986. augusztus 13. | Zongora                         |
| "Nakadzsin" Nakadzsima Sinicsi | 1985. október 22.   | gitár, vezető/leader            |
| DJ Love                        | 1985. augusztus 23. | DJ                              |

## Válogatott dalok
- SEKAI NO OWARI – スノーマジックファンタジー
- SEKAI NO OWARI – 炎と森のカーニバル
- SEKAI NO OWARI – RPG
- SEKAI NO OWARI – Dragon night

## Diszkográfia

### Kislemezek
| Megjelenési dátum   | Cím                                                | Dalok | Slágerlistán elért pozíció | Első heti eladások | Teljes eladások |
| ------------------- | -------------------------------------------------- | --- | -------------------------- | ------------------ | --------------- |
| 2010. február 10.   | 幻の命 (Maboroshi no Inochi)                       | 1. 幻の命 (Maboroshi no Inochi) 2. インスタントラジオ (Instant Radio) 3. 白昼の夢 (Hakuchū no Yume)                                                                                      | -                          | -                  | -               |
| 2010. november 3.   | 天使と悪魔／ファンタジー (Tenshi to Akuma/Fantasy) | 1. 天使と悪魔 (Tenshi to Akuma) 2. ファンタジー (Fantasy) | 8                          | 10,742             | 20,528          |
| 2011. augusztus 17. | Inori                                              | 1. 花鳥風月 (Kachō Fūgetsu) 2. 不死鳥 (Fushichō) 3. Never Ending World | 13                         | 12,719             | 31,103          |
| 2011. november 23.  | スターライトパレード (Starlight Parade)            | 1. スターライトパレード (Starlight Parade) 2. yume | 16                         | 14,442             | 25,759          |
| 2012. május 30.     | 眠り姫 (Nemuri Hime)                               | 1. 眠り姫 (Nemuri Hime) 2. 生物学的幻想曲 (Seibutsugakuteki Gensōkyoku) 3. インスタントラジオ – 2011.11.22 at 日本武道館 – (Instant Radio 2011.11.22 at Budokan)                         | 4                          | 36,568             | 55,870          |
| 2013. április 5.    | RPG                                                | 1. RPG 2. アースチャイルド(Earth Child) 3. スターライトパレード -CAN’T SLEEP FANTASY NIGHT Version- (Starlight Parade -CAN’T SLEEP FANTASY NIGHT Version-) 4. broken bone (Hidden Track) | 2                          | 79,182             | 136,269         |
| 2014. január 22.    | スノーマジックファンタジー (Snow Magic Fantasy)    | 1. スノーマジックファンタジー (Snow Magic Fantasy) 2. 銀河街の悪夢 (Gingagai no Akumu) 3. Death Disco (Instrumental)                                                                     | 1                          | 100,041            | 140,048         |
| 2014. április 9.    | 炎と森のカーニバル (Honō to Mori no Carnival)      | 1. 炎と森のカーニバル (Honō to Mori no Carnival) 2. ピエロ (Piero) 3. Holy Forest -remixed by melodysheep from U.S.A.-                                                                   | 2                          | 66,469             | 110,060         |
| 2014. október 15.   | Dragon Night                                       | 1. Dragon Night 2. MAGIC 3. Love the warz – rearranged - | 4                          | 85,055             | 100,377         |

### Albumok
| Megjelenési év   | Cím            | Dalok | Album adatai | Slágerlistán elért pozíció | Első heti eladások | Teljes eladások |
| ---------------- | -------------- | --- | ------------ | -------------------------- | ------------------ | --------------- |
| 2009             | sekai NO oWARi | 1. 幻の命 (Maboroshi no Inochi) 2. 虹色の戦争 (Niji'iro no Sensō) 3.死の魔法 (Shi no Mahō) 4. 青い太陽 (Aoi Taiyō) | Demo         | -                          | -                  | -               |
| 2011. április 7. | Earth          | 1. 幻の命 (Maboroshi no Inochi) 2. 虹色の戦争 (Niji'iro no Sensō) 3. インスタントラジオ (Instant Radio) 4. 青い太陽 (Aoi Taiyō) 5. 死の魔法 (Shi no Mahō) 6. 世界平和 (Sekai Heiwa) 7. 白昼の夢 (Hakuchū no Yume) | -            | 15                         | 6,924              | 65,644          |
| 2012. július 18. | Entertainment  | 1. The Entrance 2. スターライトパレード (Starlight Parade) 3. ファンタジー (Fantasy) 4. illusion 5. 不死鳥 (Fushichō) 6. 天使と悪魔 (Tenshi to Akuma) 7. Love the warz 8. Never Ending World 9. 生物学的幻想曲 (Seibutsugakuteki Gensōkyoku) 10. TONIGHT 11. yume 12. 花鳥風月 (Kachō Fūgetsu) 13. 炎の戦士 (Honō no Senshi) 14. Fight Music 15. 眠り姫 (Nemuri Hime) 16. 深い森 (Fukai Mori) | -            | 2                          | 65,374             | 159,261         |

### DVD-k
| Megjelenési év   | Cím                               | Dalok listája | Slágerlistán elért pozíció | Eladások |
| ---------------- | --------------------------------- | --- | -------------------------- | -------- |
| 2011. június 15. | 2010.12.23 Shibuya C.C.Lemon Hall | 1. ファンタジー (Fantasy) 2. 虹色の戦争 (Niji'iro no Sensō) 3. 世界平和 (Sekai Heiwa) 4. 白昼の夢 (Hakuchū no Yume) 5. 天使と悪魔 (Tenshi to Akuma) 6. 死の魔法 (Shi no Mahō) 7. 幻の命 (Maboroshi no Inochi) 8. 青い太陽 (Aoi Taiyō) 9. インスタントラジオ＋スペシャルオフショット (Instant Radio + Special Off-shot) | 16                         |          |
| 2013. július 17. | Arena Tour 2013 Entertainment     | 1. スターライトパレード 2. 虹色の戦争 3. ファンタジー 4.天使と悪魔 5. 死の魔法 6. 不死鳥 7. 花鳥風月 8. 生物学的幻想曲 9. illusion 10. TONIGHT 11. 青い太陽 12. 世界平和 13. Love the warz 14. Never Ending World 15. 幻の命 16. 眠り姫 17. yume 18. 深い森 アンコール 19. Fight Music 20. RPG 21. インスタントラジオ  | 2                          | 41,370   |

## Turnék
- Heart the eartH Tour (2010)
- One-Man Fall Tour (2010)
- Sekai no Owari Tour (2011)
- Sekai no Owari Zepp Tour "Entertainment" (2012)
- Sekai no Owari Hall Tour "Entertainment" (2012)
- Sekai no Owari Arena Tour "Entertainment" (2013)
- Hono to Mori no Carnival (Tokyo Fantasy TreeLand) (2013)
- Nationwide Arena Tour Hono to Mori no Carnival: Starland Edition (2014)
- Tokyo Fantasy (2014)

## Fordítás
- Ez a szócikk részben vagy egészben  a   Sekai no Owari című angol Wikipédia-szócikk fordításán alapul.  Az eredeti cikk szerkesztőit annak laptörténete sorolja fel. Ez a jelzés csupán a megfogalmazás eredetét és a szerzői jogokat jelzi, nem szolgál a cikkben szereplő információk forrásmegjelöléseként.